# Pier Luigi Celata
Pier Luigi Celata (ur. 23 stycznia 1937 w Pitigliano) – włoski duchowny katolicki, arcybiskup, sekretarz Papieskiej Rady ds. Dialogu Międzyreligijnego w latach 2002–2012, wicekamerling Świętego Kościoła Rzymskiego Kamery Apostolskiej w latach 2012–2014.

## Życiorys
8 października 1961 otrzymał święcenia kapłańskie i został inkardynowany do diecezji Pitigliano-Sovana. W 1965 rozpoczął przygotowanie do służby dyplomatycznej na Papieskiej Akademii Kościelnej.
12 grudnia 1985 został mianowany przez Jana Pawła II nuncjuszem apostolskim na Malcie i w San Marino oraz arcybiskupem tytularnym Doclea. 
Sakry biskupiej 6 stycznia 1986 r. udzielił mu papież Jan Paweł II. W roku 1992 został jednocześnie pierwszym nuncjuszem apostolskim Słowenii.
Następnie był przedstawicielem Watykanu w Turcji (1995-1999) oraz w Belgii i Luksemburgu (1999–2002).
14 listopada 2002 wrócił do Watykanu gdzie został sekretarzem Papieskiej Rady ds. Dialogu Międzyreligijnego. W czerwcu 2012 papież Benedykt XVI przyjął jego rezygnację z urzędu złożoną ze względu na wiek.
23 lipca 2012 został wicekamerlingiem Świętego Kościoła Rzymskiego w Kamerze Apostolskiej – urzędzie zajmującym się administracją dobrami i prawami doczesnymi Stolicy Apostolskiej zwłaszcza w okresie sede vacante. Pełnił tę funkcję do 20 grudnia 2014.
28 lipca 2012 arcybiskup Celata został członkiem Kongregacji ds. Biskupów.